# 福間站

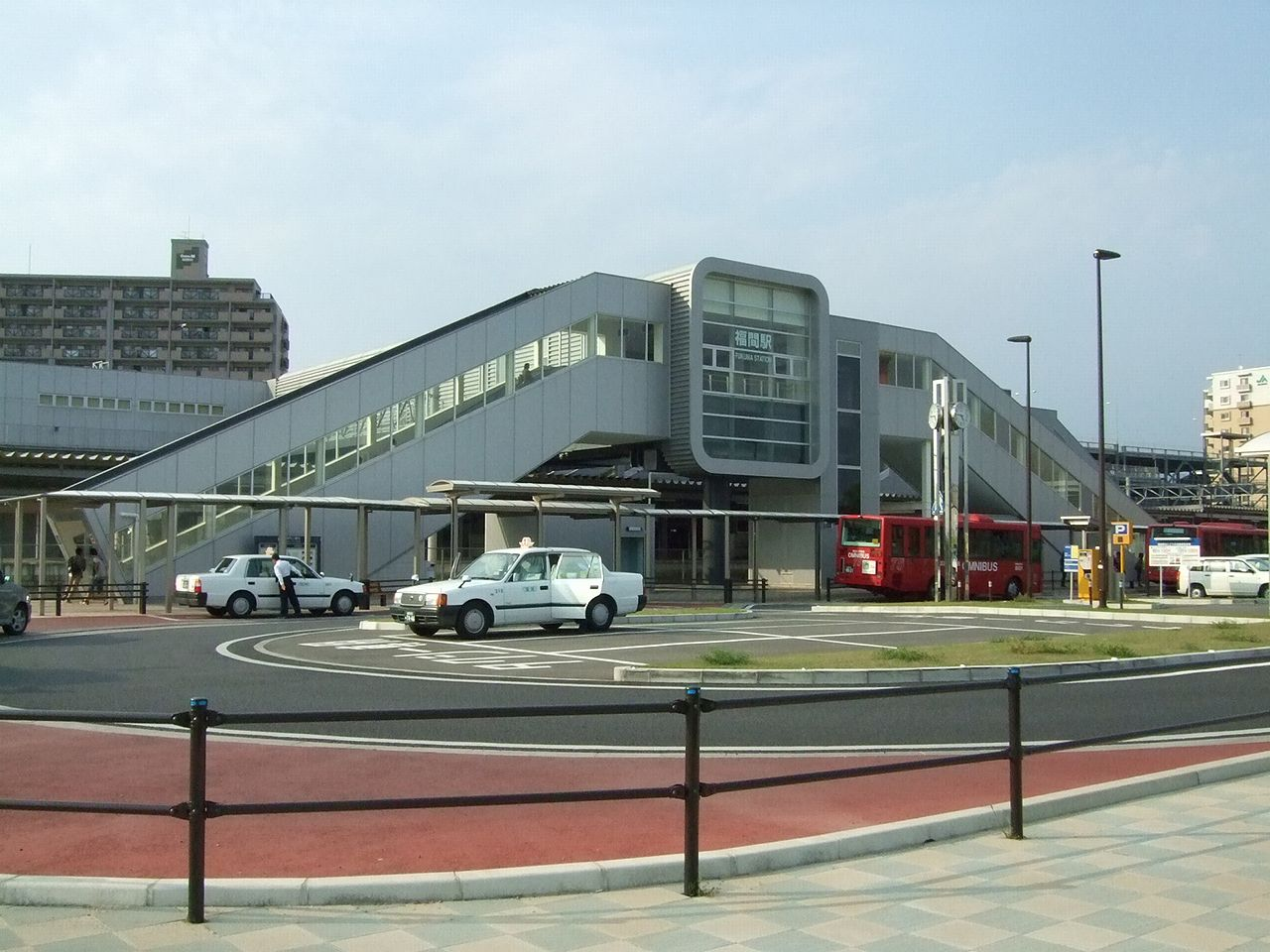
東出口（2012年5月5日）

福間站（日语：／ Fukuma eki */?）是位於福岡縣福津市中央一丁目，九州旅客鐵道（JR九州）的鹿兒島本線車站。車站編號為JA11。
1972年3月15日國鐵時間表修正後成為快速停車站。隨後在1980年10月1日國鐵時間表修正後，特別快速與快速整合，使不再成為快速停車站。使此站暫時只有普通列車停站，在不久之後再次成為快速停車站。直至現時只有早上和黃昏部分才設有特急停站。此站最接近宮地嶽神社，在除夕至元旦時，設有多班臨時、團體列車在此站出發或到達。

## 歷史

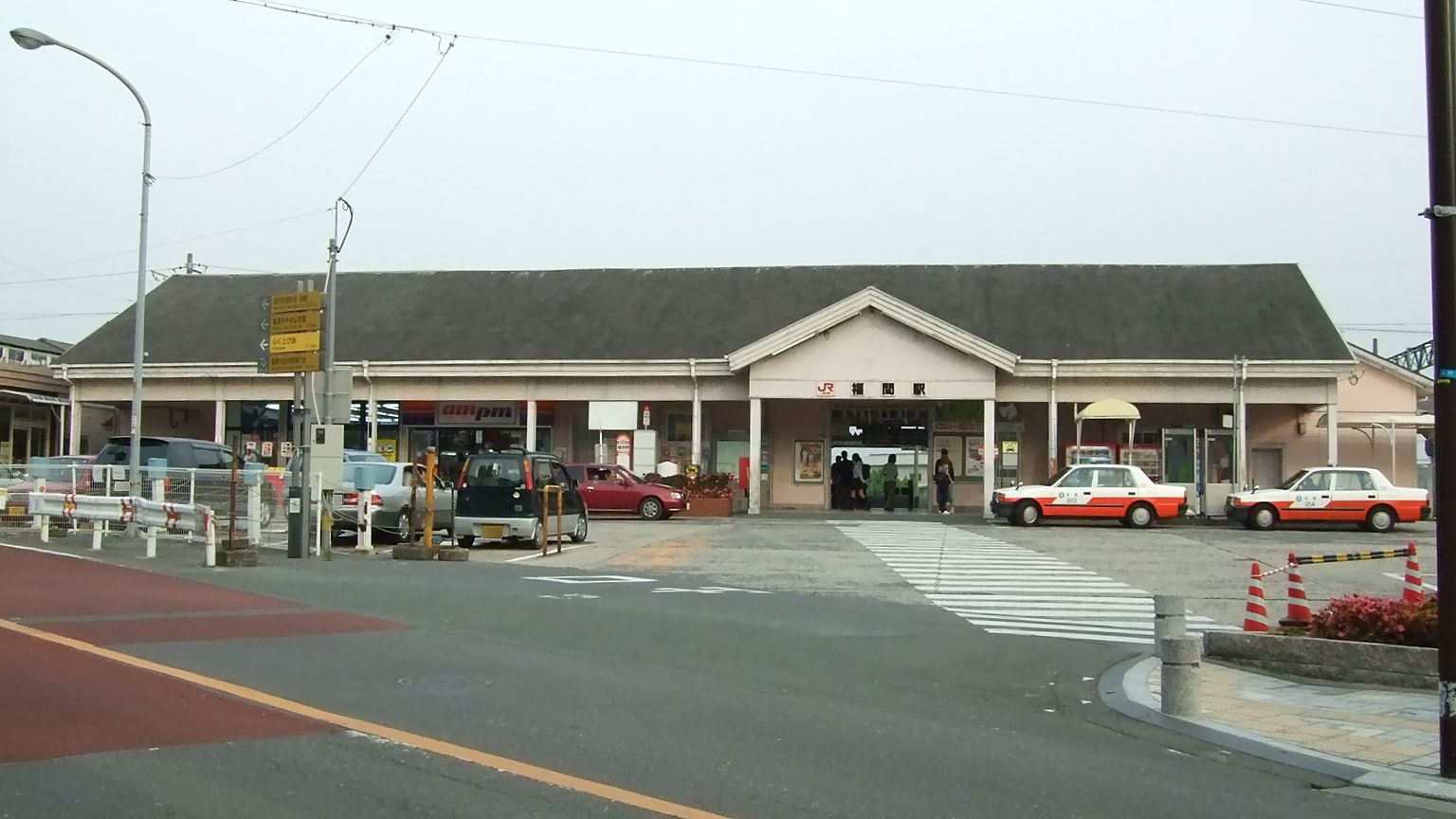
舊黃站大樓與站前廣場（2008年5月）

- 1890年（明治23年）9月28日 - 九州鐵道（第一代）博多站至赤間站之間開通，此站啟用[1]。
- 1907年（明治40年）7月1日 - 九州鐵道被國有化（日语：鉄道国有法）[1][3]。成為官設鐵道車站。
- 1911年（明治44年） - 設置跨線橋。車站遷移至博多一方100米。
- 1945年（昭和20年）
  - 3月 - 上西鄉地區緊急興建了前往陸軍軍用倉庫的側線。
  - 9月 - 戰爭終束後上西鄉地區的側線撤走。
- 1961年（昭和36年）6月1日 - 門司港站至久留米站之間電氣化[4]。
- 1963年（昭和38年）9月 - 增設4、5號月台。
- 1987年（昭和62年）
  - 3月20日 - 隨著準備國鐵民營化，車站大樓重建[5]。
  - 4月1日 - 伴隨國鐵分割民營化，車站由九州旅客鐵道（JR九州）營運[6][7]。
- 2007年（平成19年） - 車站東地區進行土地整理項目[8]，開始車站大樓重建工程[9]。
- 2008年（平成20年）11月11日 - 多層停車場開始使用[2]。
- 2009年（平成21年）3月1日 - 此站可以使用IC卡「SUGOCA」[10]。
  - 2月27日 - 新車站大樓開始使用[11]。部分公眾通道完成（西出口側）。
  - 4月2日 - 部分西出口站前廣場開始使用。
- 2011年（平成23年）
  - 2月5日 - 公眾通道完全開始使用[12]。部分東出口站前廣場開始使用[12]。四角平交道廢止[12]。
  - 2月中旬 - 3號月台開始使用。
  - 2月17日 - 西出口站前廣場（擴張部分）開始使用。巴士和的士站開始正式使用。※一般汽車使用的投幣式停車場當時未啟用。在4月開始使用。
  - 4月 - 東出口站前廣場開始使用[12]。
- 2019年（平成31年）4月1日 - 車站業務由JR九州服務支援（日语：JR九州サービスサポート）負責，成為業務委託車站[13]。

## 車站構造
車站是一座地面車站，設有1面1線的單式月台和2面4線的島式月台。2號月台可從上行線進入車站並向下行線出發，3號月台兩方向可進行折返。但實際上沒有班次於此站折返。
在2010年（平成22年）2月27日新車站大樓開業，在第2層設有閘口，為一座跨站式站房。
（從舊車站大樓向門司門司一方約70米）
此站是由JR九州鐵道營業管理的業務委託車站，設有綠色窗口和自動閘機。車站可以使用「SUGOCA」IC卡。
西出口（宮地出口）設有2層高約1,600平方米的車站大廈，在大廈內設有商店、福津市運營的育兒支援設施「Angel Spot」與診所。

### 月台
| 月台    | 路線       | 上下行 | 方向             | 備註            |
| ------- | ---------- | ------ | ---------------- | --------------- |
| 1、2    | 鹿兒島本線 | 上行   | 折尾、小倉方向   |                 |
| 3、4、5 | 鹿兒島本線 | 下行   | 博多、久留米方向 | 只分使用2號月台 |

- 西出口站前廣場在2010年4月1日開始暫時使用，東出口的土地整理工程正在進行中。

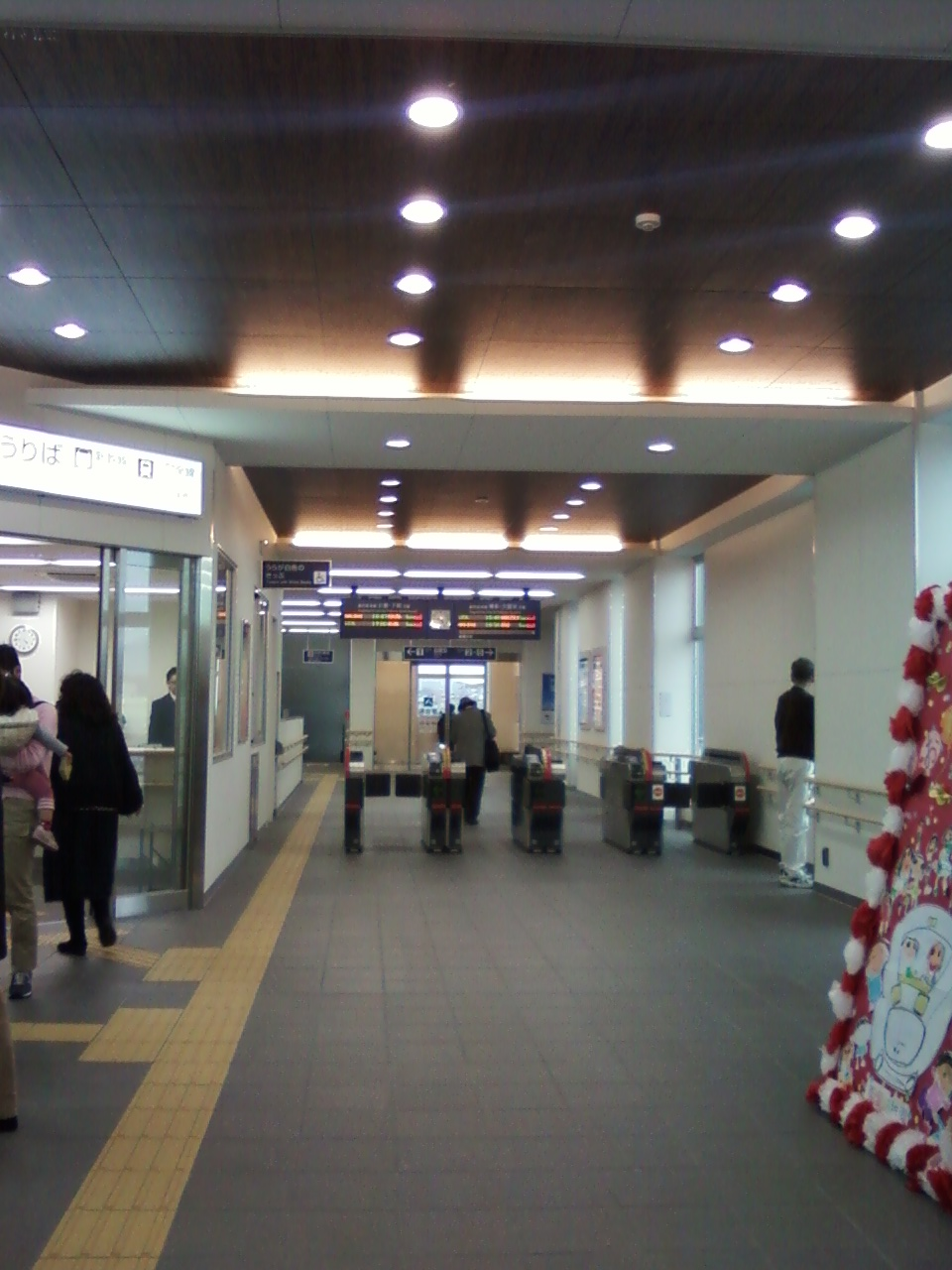
閘口
工程中的東出口
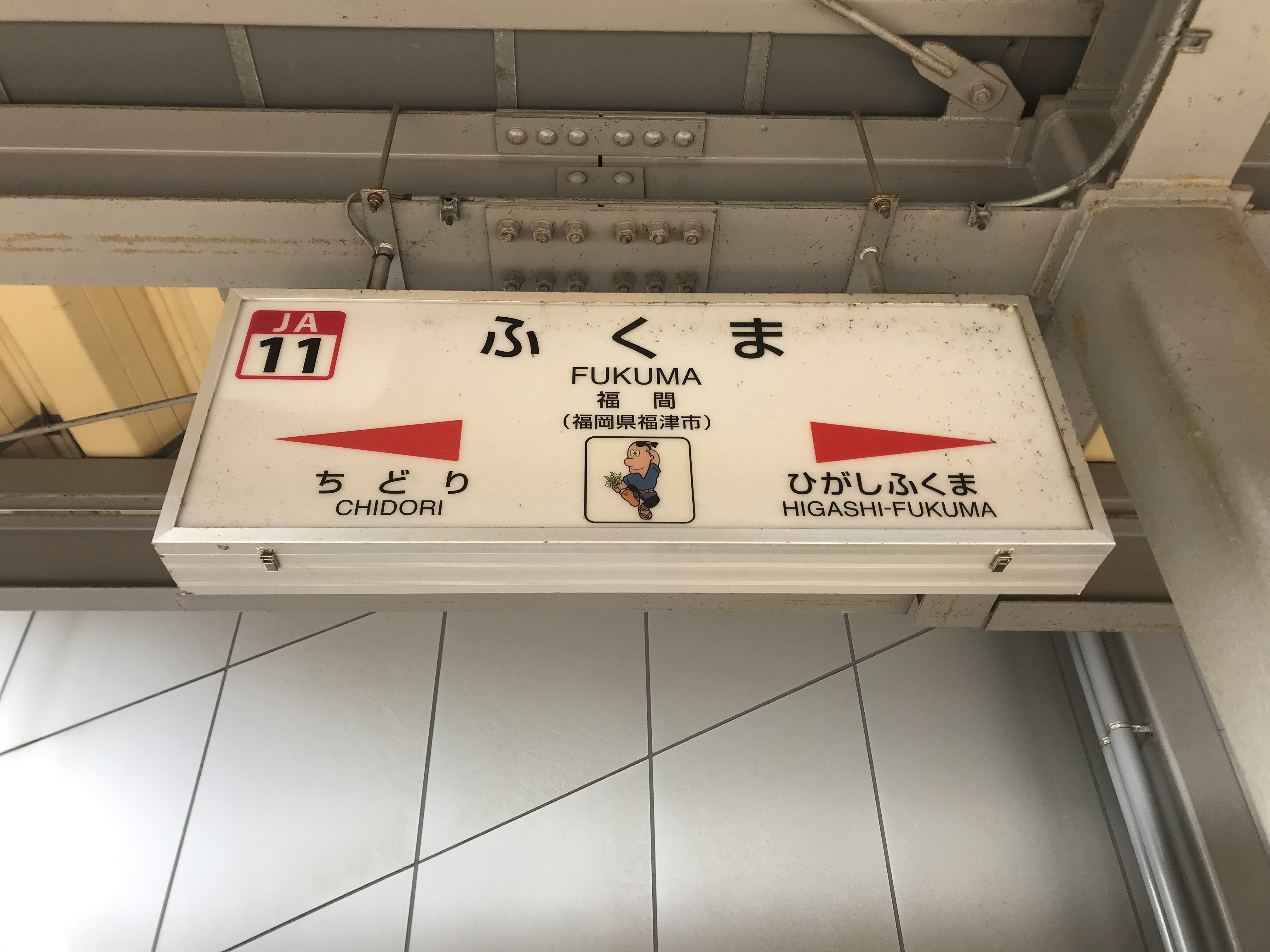
站名標。圖案中為前福間町（日语：福間町）的吉祥物「Mataze」

## 車站便當
此站的車站便當由東筑軒製作與販賣。主要設有以下車站便當。
- 雞鬆三色飯便當（日语：かしわめし弁当）
- 大名道中駕籠

## 使用狀況
在開業時至明治30年代時，車站使用人次低迷，在該時段最多人次在1900年（明治33年）度，1日平均乘車人次只有437人，在計算貨物収入後收益才得到平衡。
在2018年（平成30年）度，1日平均乘車人次為8,841人，在JR九州車站中排名第18。
| 乘車人次變化       | 乘車人次變化 |
| 年度               | 1日平均人次  |
| ------------------ | ------------ |
| 2008年（平成20年） | 6,626        |
| 2009年（平成21年） | 6,557        |
| 2010年（平成22年） | 6,563        |
| 2011年（平成23年） | 6,729        |
| 2012年（平成24年） | 7,351        |
| 2013年（平成25年） | 7,568        |
| 2014年（平成26年） | 7,612        |
| 2015年（平成27年） | 8,043        |
| 2016年（平成28年） | 8,427        |
| 2017年（平成29年） | 8,652        |
| 2018年（平成30年） | 8,841        |

## 車站周邊

### 宮地口一方
- 福岡縣道30號飯塚福間線（日语：福岡県道30号飯塚福間線）
- 宗像警署福間派出所
- 福間站停泊單車場(第1停泊單車場在福間站近北九州市一方，第2停泊單車場在福間站近福岡市一方)
- JA宗像福間分店
- 福岡銀行福間分店
- 福津市政廳福間廳舍（前福間町（日语：福間町）公所）
- 大和町公民館
- 西日本響銀行（日语：西日本シティ銀行）福間分店
- 福間郵局（日语：福間郵便局）
- 福間體育中心（前 勞動者體育中心）約1公里
- 諏訪神社 約1公里
- 福津市立福間小學 約1公里
- 福津市立福間中學（日语：福津市立福間中学校） 約1公里
- 福Pia（福津市健康福利綜合中心）約1公里
- Frespo花見丘 約1公里
- 福間醫院 約1公里 從此站轉乘西鐵巴士前往西鐵新宮站(5號線)，或前往天神(26、26A號線)，在向山下車。
- 宮地嶽神社（日语：宮地嶽神社） 約2公里 從此站轉乘西鐵巴士，在宮地岳宮前下車。
- MORI藥房（日语：ドラッグストアモリ） 福津店
- 優惠藥品COSMOS（日语：ディスカウントドラッグコスモス） 福間店

### 西鄉口一方
- Urban Mall福間
- 山田電機Teccland福間站前店
- 宗像水光會綜合醫院 約1公里 轉乘頻密的JR九州巴士路線，在水光會綜合醫院前下車
- 福津市立福間南小學
- AEON Mall福津（日语：イオンモール福津）　轉乘JR九州巴士的循環巴士，乘坐20分即可到達
- Mr Max（日语：MrMax） Select福津店
- 北九州銀行（日语：北九州銀行） 福津分店
- MORI藥房（日语：ドラッグストアモリ） 福間店
- 優惠藥品COSMOS（日语：ディスカウントドラッグコスモス） 福間站前店

## 巴士路線
JR九州巴士
以下路線停宮地出口（西出口）站前迴旋路
福間駅-AEON Mall福津-福丸（宮若市）-直方站（福間線）※隨著AEON Mall福津開業，開始加停該巴士站
以下路線停西鄉出口（東出口）站前迴旋路。※於2012年4月11日開始運行
福間駅西鄉出口-水光會綜合醫院前-AEON Mall福津-福間南小學西-福間站西鄉出口（AEON Mall福津循環線，通稱AEON穿梭）
西日本鐵道、西鐵巴士宗像
26：赤間營業所-福間站前-古賀-新宮、綠濱-女子大前-香椎-千鳥橋-藏本-天神　※天神出發單向前往赤間
26A：赤間營業所-福間站前-古賀-新宮、綠濱-福岡女子大前-（都市高速）-藏本-天神
26A：光陽台六丁目-福間站前-古賀-新宮、綠濱-福岡女子大前-（都市高速）-藏本-天神
1-1：津屋崎橋-福間站前-光陽台六丁目
1-2：東郷站前-神湊波止場、津屋崎橋-福間站前-光陽台六丁目
5：津屋崎橋-津屋崎-福間站前-古賀-新宮、綠濱-西鐵新宮站
另外，福間至津屋崎之間設有穿梭巴士，由西鐵巴士宗像委托運行。在2008年4月1日正式接管「福津迷你巴士」。

## 未建成路線
- 宗像輕便鐵道

1918年（大正7年），曾經設有興建輕便鐵道計劃，途經田島村、勝浦村、津屋崎町前往東鄉站。

## 相鄰車站
九州旅客鐵道
- 部分特急「音速」「閃耀」停車站

鹿兒島本線
■快速
東鄉（JA13）－福間（JA11）－古賀（JA09）
■區間快速
東鄉（JA13）－（部分停東福間（JA12））－福間（JA11）－古賀（JA09）
■普通
東福間（JA12）－福間（JA11）－千鳥（JA10）

## 注腳
1. 1 2 3 4 5  宗像市史編纂委員會 『宗像市史 通史編 第三巻 近現代』 宗像市，1999年3月1日。
2. 1 2  “福間駅に230台収容の立駐オープン JR九州 24時間営業”. 週刊經濟 2008年11月18日發行 No.1080 (地域經濟中心) (2008年11月18日).
3. ↑  廣岡治哉 『近代日本交通史 明治維新から第二次大戦まで』 法政大學出版局，1987年4月15日。ISBN 978-4588600173
4. ↑  宗像市史編纂委員會 『むなかた二千年』 宗像市，1999年12月20日。
5. ↑  . 鐵道雜誌 (鐵道雜誌社). 1987-06, 21 (7): 105.
6. ↑  『交通年鑑 昭和63年版』 交通協力會，1988年3月。
7. ↑  今村都南雄 『民営化の效果と現実NTTとJR』 中央法規出版，1997年8月。ISBN 978-4805840863
8. ↑  . UR都市機構. 獨立行政法人都市再生機構.   [2018-07-25]. （原始内容存档于2018-07-26）.
9. ↑  JR福間駅の新駅舎の整備PDF 福津市 2018年7月25日參閲
10. ↑  . 交通新聞 (交通新聞社). 2009-03-03: 1.
11. 1 2  “「福間駅ビル」を開業 JR九州 新規に2店舗が出店、屋上は駐車場に”. 週刊經濟 2010年3月2日發行 No.1143 (地域經濟中心) (2010年3月2日).
12. 1 2 3 4  .   [2020年4月2日]. （原始内容存档于2017年2月26日）.
13. ↑  . www.jrte.co.jp.   [2019-04-12]. （原始内容存档于2017-06-26）.
14. ↑  “新・福間駅ビルが完成 JR九州 新テナントに歯科、育児施設”. 週刊經濟 2010年3月23日發行 No.1146 (地域經濟中心) (2010年3月23日).
15. ↑  . JR時刻表 (交通新聞社). 2017, (2017年3月號): 393.
16. ↑   (PDF). 九州旅客鐵道.   [2018-07-13]. （原始内容存档 (PDF)于2019-12-06）.
17. ↑  福岡縣統計年鑑
18. ↑  福津市統計書（運輸） 鉄道駅乗降人員
19. ↑  . 九州旅客鐵道株式會社.   [2015-07-23]. （原始内容存档于2016-03-04）.
20. ↑  . 九州旅客鐵道株式會社.   [2015-07-23]. （原始内容存档于2016-03-04）.
21. ↑  . 九州旅客鐵道株式會社.   [2015-07-23]. （原始内容存档于2016-03-04）.
22. ↑  . 九州旅客鐵道株式會社.   [2015-07-23]. （原始内容存档于2015-05-08）.
23. ↑  . 九州旅客鐵道株式會社.   [2015-07-23]. （原始内容存档于2015-05-09）.
24. ↑  . 九州旅客鐵道株式會社.   [2015-07-23]. （原始内容存档于2016-10-09）.
25. ↑  .   [2015-10-31]. （原始内容存档于2016-01-21）.
26. ↑  .   [2016-08-21]. （原始内容存档于2016-10-09）.
27. ↑   (PDF). 九州旅客鐵道. 2017-07-31  [2017-08-01]. （原始内容 (PDF)存档于2017-08-01）.
28. ↑   (PDF). 九州旅客鐵道.   [2019-03-10]. （原始内容 (PDF)存档于2018-07-17）.
29. ↑   (PDF). 九州旅客鐵道.   [2019-07-23]. （原始内容存档 (PDF)于2019-12-06）.

## 外部連結
- 福間（車站資訊） - 九州旅客鐵道
- 「イオンモールオープンに伴うお知らせ（PDFファイル：300KB）」[永久] - 廣報福津，2012年4月1日號（福津市官方網站內）